# Ragnar Östberg
Ragnar Östberg (14. července 1866 – 5. února 1945) byl švédský architekt, který se proslavil především návrhem Stockholmské radnice.

## Život
Narodil se ve švédském Stockholmu. Jeho rodiče byli Carl Östberg a Erika Kindahlová. V letech 1884 až 1891 studoval na Královském technologickém institutu. V roce 1888 studoval na Švédské královské akademii výtvarných umění. Absolvoval stáž u architekta Isaka Gustafa Clasona (1856–1930). V roce 1893 navštívil Světovou kolumbijskou výstavu v Chicagu. Následně se v roce 1896 se vydal na tříletou studijní cestu, mimo jiné do Anglie, Francie, Itálie a Řecka. Od počátku 20. století žil a pracoval v Umeå v severním Švédsku. Scharinska villan v Umeå je považována za jedno z jeho nejlepších děl z doby jeho mládí.
Nejznámějším se stal v rámci takzvaného „národně romantického“ hnutí ve Švédsku. Jeho dílo z tohoto období sahá od veřejných budov, jako je Stockholmská radnice, až po sídla pro vlivné rodiny z přelomu století, jako je Scharinska villan nebo Nedre Manilla, postavená pro členy rodiny Bonnier.

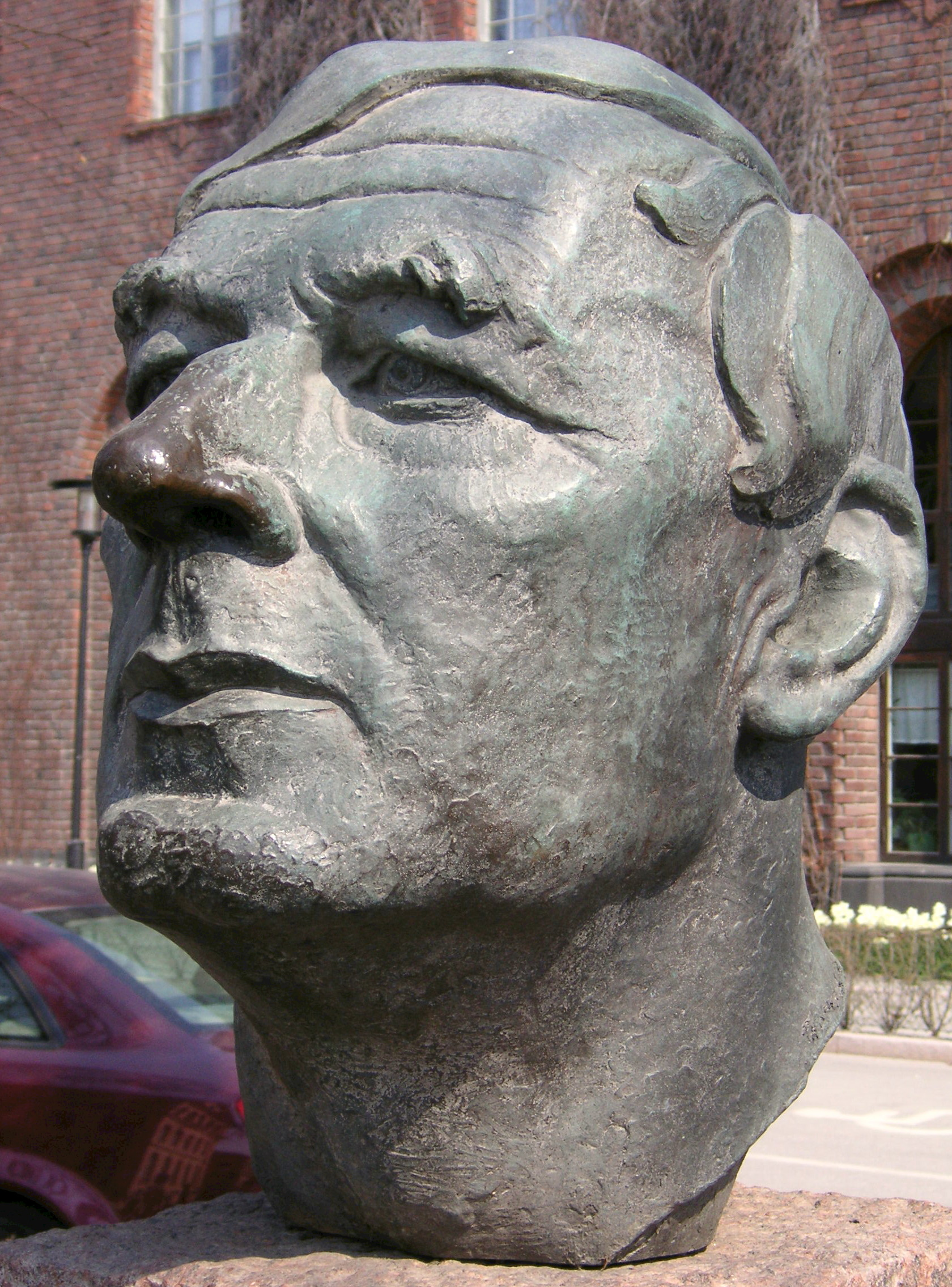
Busta Ragnara Östberga od Thorwalda Alefa ve Stockholmu

## Dílo
- Nedre Manilla, Djurgården, Stockholm
- Villa Ekarne (1905), Djurgården, Stockholm
- Villa Pauli, Djursholm (1905)
- Scharinska villan, Umeå (1905)
- Aschanska villan, Umeå (1906)
- Teaterhuset, Umeå (1906–1907)
- Prinsvillan, Djursholm, Danderyd (1909)
- Östermalms läroverk, "Östra Real", Stockholm (1906–1910)
- Patent- och registeringsverket, Stockholm (1911–1921)
- Stockholmská radnice (1923)
- Krematorium, Helsingborg (1929)
- Riksbron (bridge), Stockholm (1926–1930)
- The rebuilt palace on the islet of Strömsborg (1929–1930)
- Värmlands nation in Uppsala (1930)
- Stagneliusova škola, Kalmar (1931–32)
- Muzeum námořní historie ve Stockholmu (1933–1936)
- Zornovo Muzeum v Mora (1938–1939)

## Galerie tvorby

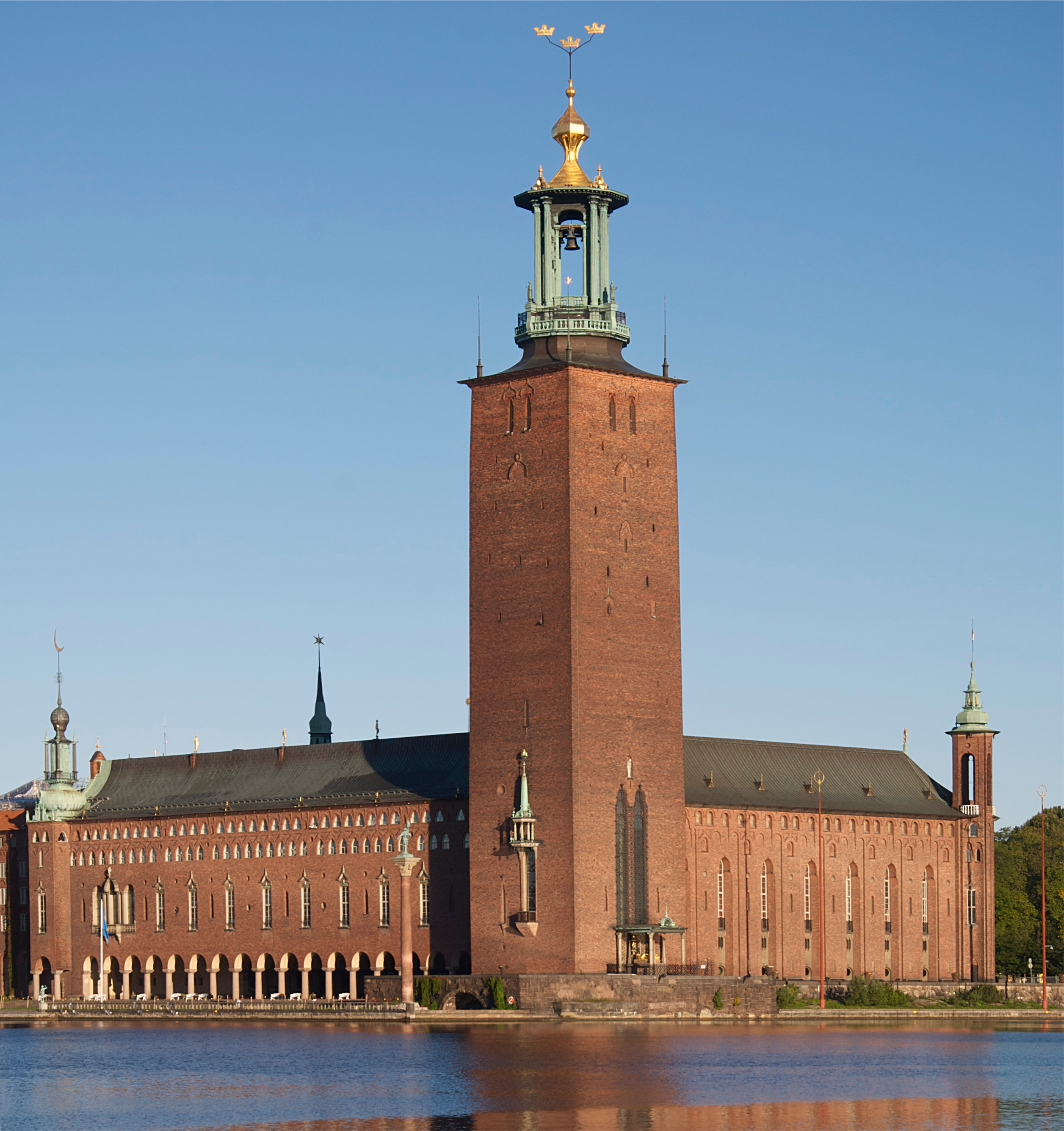
Stockholmská radnice
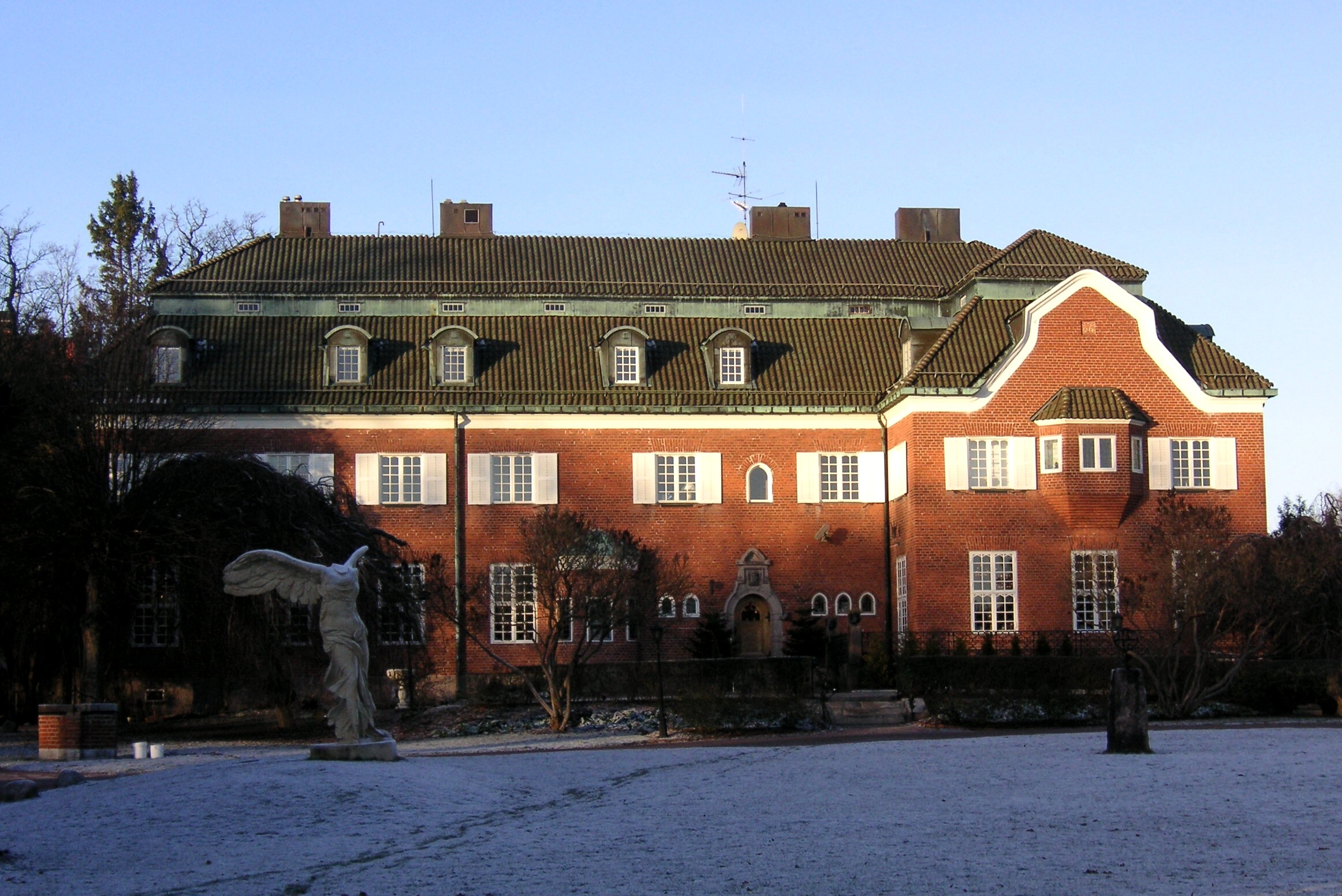
Villa Pauli
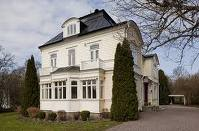
Prinsvillan, Djursholm